# 高塚麻奈
高塚 麻奈（たかつか まな、1986年6月6日 - ）は、日本の元タレント、元レースクイーンであり、日本の女性アイドルグループdreamy（ドリーミー）の元リーダーである。
埼玉県出身。ジオプロモーションとプリッツコーポレーションに所属していた。

## 来歴
中目黒出身の父と横浜市出身の母の間に生まれる。高校時代、漫画『頭文字D』を読んでモータースポーツに興味を持つ。その後ワンエイトプロモーションにスカウトされたのを機に2008年11月1日、「水乃麻奈」の芸名で活動開始。所属後初の仕事は同年11月30日に行われた「games tokyo 2008」で“ROCKSTARイメージガール”として出演したこと。
2009年、SUPER GT「TEAM MACH マッハ号GTレースクイーン」でRQデビュー。同年夏にはスーパー耐久で「T-MAN OIL GAL」としても活動。後者のオーディションは審査員が満場一致で合格に至ったというエピソードがある。
2010年、スリーライズ所属の清水恵美と共にSUPER GT「Keihin Blue Beauties」を務める。同年、D1アップガレージ「ドリフトエンジェルス」としても活躍。
2011年と2012年の2年間にわたり、SUPER GT・全日本ロードレース選手権・鈴鹿8時間耐久ロードレース「エヴァンゲリオンレーシング」真希波・マリ・イラストリアス役を務める。2011年の4月にはザッパー熱風隊プロデュースの舞台『Bark in the Bar〜バーで吠えろ2〜』で初舞台を踏んでいる。
2011年末でワンエイトを退所後、2012年1月より“水野麻奈”に改名し、Claudiaに移籍したが、同年3月、名前を本名の高塚麻奈に改名。理由は前の名前にあまりに変わらなく、前事務所に対して申し訳ないことと、自分でも違和感があったため。
2012年6月、鎌田紘子率いるアイドルグループ「ロマンスターズ」が2012年6月30日に行ったライブ（於：秋葉原ロケットゲート）にゲスト出演するのを機に、モデルアイドルユニット『dreamy』（ドリーミー）結成。自らリーダーを務め、メンバーは事務所に関係なく、仲のいい高橋千咲姫、高橋としみ、上條かすみ、鴻上聖奈の4人を選んだ。同年10月、dreamyとしてCDデビュー。
2013年1月末でClaudiaを退所し、以降はジオプロモーションとプリッツコーポレーションに所属。同年には富士スピードウェイのイメージガール「クレインズ」第8期生に選ばれ、シーズン終了を持ってレースクイーンからの引退を表明した。その後dreamyでの活動に力を入れる。
2014年9月4日のブログで、同年9月6日のdreamyの解散ライブを以って芸能界を引退することを発表。同年9月6日に引退した。
2017年1月17日のブログで、すでに結婚しており前2016年末に出産していたことを発表。
2019年5月30日に第2子となる男の子を出産した。

## 人物
- 趣味はカラオケ、着付け、ヘアアレンジ。特技は水泳。
- 大学時代に美容学校にも通っており、美容師資格も取得。
- 好きな色はピンクと水色。（dreamyではピンク担当）
- 愛称は「まなたん」。当初からの愛称であったが、数年間「まなたそ」であった。
- 弟が1人いる[9]。

## 主な活動

### レースクイーン
- 2009年：SUPER GT「TEAM MACH マッハ号GTレースクイーン」
- 2009年：スーパー耐久「T-MAN OIL GAL」
- 2010年：SUPER GT「Keihin Blue Beauties」
- 2010年：D1アップガレージ「ドリフトエンジェルス」
- 2011年：SUPER GT・全日本ロードレース選手権・鈴鹿8時間耐久ロードレース「エヴァンゲリオンレーシング」
- 2012年：SUPER GT・全日本ロードレース選手権・鈴鹿8時間耐久ロードレース「エヴァンゲリオンレーシング」
- 2013年：富士スピードウェイイメージガール「クレインズ」

### テレビ出演
- 『ぷっ』すま（テレビ朝日・2009年7月、2010年11月、2011年9月） - アシスタント、ゲストとして出演
- 世界まる見え!テレビ特捜部（日本テレビ・2009年8月、2010年3月） - アシスタントとして出演
- よゐこ部（毎日放送・2009年10月20日） - 辰巳奈都子、立花ゆかと共に登山撮影会企画に出演
- ピグ☆1（エンタ!371・2011年1月 - 12月） - レギュラーMC
- TOKYO DRIFT GIRLS（テレビ東京・2011年1月 - 3月） - ドリフトエンジェルスとして出演
- ゴッドタン 〜The God Tongue 神の舌〜（テレビ東京、2012年2月18日）- 「バレンタインだよ!キモンスターズチャンプ」ゲストとして出演

### ラジオ出演
- 志村けんのFIRST STAGE〜はじめの一歩〜（JFN系列・2010年2月） - ゲストとして出演
- 高田純次・河合美智子の東京パラダイス（文化放送・2010年9月） - ゲストとして出演

### その他
- エスエス製薬「エスエスクイーンズ」（2009年）
- アップガレージ「ドリフトエンジェルス」（2010年）
- ボートレースダンスユニット「ニャンキー６」（2011年）
- Bee TV 「狩野英孝の行くと死ぬかもしれない肝試し」（2011年）
- J:COM presents エヴァンゲリオン×美少女写真展（2012年）出演

## 作品（DVD）
1. 慟哭（2010年2月26日、スパイスビジュアル）[10]
2. まななま（2010年9月30日、BNS）
3. 愛脚（2011年10月4日、QH映像）

## 参加作品（CD）
1. dreamy「MY PLACE」（作詞：dreamy&CHOCO 作曲・編曲：noBoo）・2012年10月発売（株式会社ジオ）
2. dreamy「人魚姫」（作詞：高塚麻奈&鴻上聖奈 作曲：三浦京介・編曲：森祐太）・2012年12月発売（株式会社ジオ）
3. dreamy「RAINBOW」（作詞：高塚麻奈 作曲・編曲：堂前達也）・2012年12月発売（株式会社ジオ）
4. dreamy「DOLLY/Rain Heart」（作詞：高塚麻奈 作曲・編曲：斎藤悠弥&Maro）・2013年6月27日発売（株式会社Good Idol Music）・オリコンデイリー9位、ビルボードジャパン ウィークリー32位